# Herman Antell (jurist)
Anders Herman Andersson Antell, född 8 september 1855 i Ljungby, Kalmar län, död 1925 var en svensk professor i juridik och domare i Kongostaten.
Antell blev filosofie kandidat 1880 och juris kandidat 1886, docent i straffrätt 1889 och anställdes i februari 1897 som juge au tribunal d'appel de Boma i Kongostaten, men fick samma år avsked på grund av sjukdom. Han fick avsked från docenturen 1901. Mellan 1892 och 1896 förestod han professuren i straffrätt och juridisk encyklopedi.